# Kinesiotape
Kinesiotape, der også omtales som kinesiologitape, er en elastisk bomuldstape med acrylklæbemiddel, som bruges til behandling af sportsskader og en række fysiske lidelser. 

## Anvendelse
Kinesiotape anvendes primært i forbindelse med genoptræning og ømhed i muskler og sener, hvor tapen giver ekstra støtte og stabilitet, uden at det påvirker bevægelsesmønstret og blodcirkulationen. Kinesiotape bliver også hyppigt anvendt til skadesforebyggelse, da tapen kan bruges til at holde led på plads således, at man undgår skadelige yderpositioner. Der findes endvidere et hav af andre anvendelsesmetoder end sportsskader. For nylig viste banebrydende forskning eksempelvis, at kinesiotape viste sig at være effektivt i forbindelser med behandlinger for lymfeødem i forbindelse med brystkræft.
Kinesiotape er mest anvendt hos ergo- og fysioterapeuter, sportslæger, atleter og motionister.

## Udbredelse
Tapen blev første gang set på japanske atleter til OL i 1988, men tapen har dog først vundet indpas i den europæiske sportsverden siden år 2008, hvor 50.000 ruller kinesiotape blev doneret til olympiske atleter ved OL i Beijing.
Siden 2008 har man set sportsfolk anvende kinesiotape over hele verden – heriblandt cykelrytteren Lance Armstrong og senest fodboldspillerne Gareth Bale, Gianluigi Buffon og Mario Balotelli.